# ウェルウィッチアス
ウェルウィッチアス（Welwitschias）は、ナミビアのラグビーユニオンクラブである。ラグビー・チャレンジに参戦する。

## 概要
かつてはボーダコム・カップに参戦していた。
ナミビア代表の育成チームでもある。

## 歴代所属選手
- ジョニー・レデリンハイズ
- オーバート・ノーチェ
- ルイス・ファンデルウェストヘーゼン
- AJ・デクラーク
- アンドレ・レイドマイヤー
- デシデリウス・セティ
- ネリウス・セロン
- カスパー・ビビエ
- PJ・ヴァンリー
- アドリアン・ボーイセン
- ウィアン・コンラディ
- トーマサウ・フォーブス
- プリンス・ガオセブ
- マックス・カチエコ
- ローアン・キッツォフ
- ジャンコ・フェンター
- ユージン・ヤンチース
- TC・キスティング
- クライヴェン・ルーバー
- ダリル・デラハルペ
- ジャスティン・ニューマン
- ヤンリー・デュトイ
- JC・フレイリング
- レスリー・クリム
- PJ・ウォルターズ
- チャド・プラト
- ヨハン・トロンプ